# Roosevelt Island Tramway
Le Roosevelt Island Tramway est un téléphérique de la ville de New York. Il relie l'arrondissement de Manhattan à Roosevelt Island, surplombant l'East River parallèlement au pont de Queensboro.

## Histoire
L'appareil initial a été construit en 1976 par l'entreprise suisse Von Roll. Il s'agissait à l'origine d'une solution de transport provisoire  pour Roosevelt Island, mais le tramway aérien subsista malgré l'ouverture en 1989 de la ligne F du métro desservant l'île. 
En 2009, la société française Poma se voit confier la réalisation du nouveau téléphérique reliant Manhattan à l'île de Roosevelt. Le remplacement a été effectué en 2010 par un nouvel appareil composé de deux téléphériques mono-voies parallèles à voies larges. Ainsi, chaque voie a désormais un fonctionnement indépendant de l'autre et l'espacement des deux câbles porteurs de 4,2 mètres assure une stabilité maximale au vent.

## Service
Depuis 2003, le "tramway" est incorporé au New York City transit system, rendant valable la MetroCard.
Le tramway fonctionne de 6 h à 2 h le lendemain matin du dimanche au jeudi et de 6 h à 3 h 30 le vendredi et le samedi. Des départs s'effectuent toutes les 15 minutes dans les deux sens (7 à 8 minutes durant les heures de pointe).
Actuellement, le prix d'un trajet simple est identique au métro, soit 2,50 dollars américains.

## Données techniques
- Constructeur : Pomagalski (France)
- Chaque cabine peut transporter 110 personnes
- Double téléphérique mono-voie large
- Longueur : 945 mètres
- Temps de parcours : 2 minutes 50
- Vitesse maximale : 8 m/s (28 km/h).
- Point culminant : 76 mètres
- Point fort : les économies d'énergie
- 26 millions de passagers transportés depuis l'ouverture

## Pannes
Le précédent téléphérique tomba une première fois en panne le 2 septembre 2005, immobilisant plus de 80 passagers durant 90 minutes.
Le 18 avril 2006, une seconde panne eut lieu de 17 h 22 à 22 h 55, bloquant 69 personnes. L'exploitation reprit le 1er septembre.

## Cinéma et télévision
Le Roosevelt Island Tramway a été à l'honneur dans plusieurs films :
- Les Faucons de la nuit (Nighthawks, 1981) avec Sylvester Stallone
- New York, N.Y. de Raymond Depardon (1985), long plan séquence sur la ville depuis le tramway
- La Vie, l'Amour, les Vaches (City Slickers, 1991) avec Billy Crystal
- Léon (1994) avec Jean Reno
- Spider-Man (2002) avec Tobey Maguire
- Dark Water (2005) avec Jennifer Connelly
- Go Get Some Rosemary (2009) de Ben Safdie
- Transit (2013) de Lauri Astala

- Il apparait fréquemment dans la série Spin City avec Michael J. Fox.

En outre, ce fut entre 1990 et 2002 une attraction du parc d'attraction Universal Studios, où les visiteurs, assis dans une cabine du téléphérique, étaient confrontés à l'effrayant King Kong.